# Paolo Mordasini
Paolo Mordasini (* 25. März 1830 in Comologno; † 17. Dezember 1882 in Locarno) war ein Schweizer Rechtsanwalt, Politiker, Journalist und Zeitungsverleger. Für die Freisinnige (Radikale) Partei wirkte er als Tessiner Grossrat und Ständerat.

## Leben
Paolo Mordasini war Sohn des Notars Giovanni Antonio und dessen Ehefrau Anna Maria, geborener Remonda. Er war Bruder des Augusto. Er heiratete eine Frau Terribilini. 
Ohne Anwaltspatent und Matura arbeitete er in einer Anwaltskanzlei in Campo (Vallemaggia) und später in Locarno als Anwalt. Als Mitglied der Demopedeutica und radikaler Aktivist war er Sekretär des Ausschusses für Volksgesundheit, der mit dem bewaffneten Aufstand der Radikalen (Pronunciamento) 1855 gegründet wurde.
Im gleichen Jahr wurde Mordasini in den Tessiner Grossen Rat gewählt, in dem er bis 1881 blieb. Von Mai 1872 bis Januar 1874 war er auch Mitglied des Ständerats. Anschliessend kandidierte er erfolglos für den Nationalrat. Er war Herausgeber der radikalen Zeitung La Democrazia und gehörte zu den Gründern der Zeitungen Il Progresso (1864) und L’Impavido (1870).